# Fomitopsis sanmingensis
Fomitopsis sanmingensis är en svampart som beskrevs av J.D. Zhao & X.Q. Zhang 1991. Fomitopsis sanmingensis ingår i släktet Fomitopsis och familjen Fomitopsidaceae.   Inga underarter finns listade i Catalogue of Life.